# Monographia de Potentilla
Monographia de Potentilla (abreviado Monogr. Potentilla) es un libro con ilustraciones y descripciones botánicas que fue escrito por Christian Gottfried Nestler y publicado en el año 1816 con el nombre de Monographia de Potentilla præmissis nonnullis observationibus circa familiam Rosacearum.